# Mitsuteru Watanabe
Mitsuteru Watanabe (渡辺 光輝 Watanabe Mitsuteru?), född 10 april 1974 i Shizuoka prefektur, är en japansk före detta fotbollsspelare.
Watanabe började sin karriär 1997 i Kashiwa Reysol. Med Kashiwa Reysol vann han japanska ligacupen 1999. 2004 flyttade han till Gamba Osaka. Med Gamba Osaka vann han japanska ligan 2005. Efter Gamba Osaka spelade han för Yokohama FC. Han avslutade karriären 2006.